# مهره‌داران استخوانی
مُهره‌داران استخوانی (به انگلیسی: bony vertebrates) یا پیوسته‌دهانان زنده (نام علمی: Euteleostomi) نام یک کلاد از جانوران آرواره‌دار است.